# جيمي غارسيا
جيمي غارسيا (بالإسبانية: Jimmy Garcia)‏ مواليد 12 أكتوبر 1971 في بارانكيا - الوفاة 19 مايو 1995، كان ملاكم محترف كولومبي صنّف ضمن فئة وزن الريشة.

## إحصائيات
خاض خلال مسيرته 40 نزالا، فاز في 35 وخسر في 5. فاز بالضربة القاضية في 25 نزالا.

## روابط خارجية
- جيمي غارسيا على موقع بوكس ريك (الإنجليزية) (registration required)